# Poullítsa
Poullítsa (Poullitsa) är en ort i Grekland.   Den ligger i prefekturen Nomós Korinthías och regionen Peloponnesos, i den sydöstra delen av landet, 80 km väster om huvudstaden Aten. Poullítsa ligger 45 meter över havet och antalet invånare är 696.
Terrängen runt Poullítsa är kuperad åt sydväst, men åt nordost är den platt. Havet är nära Poullítsa åt nordost.Runt Poullítsa är det tätbefolkat, med 331 invånare per kvadratkilometer. Närmaste större samhälle är Korinth, 15,9 km öster om Poullítsa. 